# Karl Partsch
Karl Partsch (ur. 29 stycznia 1922 w Bochum, zm. 14 stycznia 2009 w Sonthofen) – niemiecki biolog i działacz ekologiczny, poseł do Parlamentu Europejskiego III kadencji.

## Życiorys
Z wykształcenia biolog, pracował w tym zawodzie, a także jako rybak. W połowie lat 70. zaczął publicznie działać na rzecz ochrony środowiska. Zwracał uwagę na kwestię zanieczyszczeń w Alpach, gromadził dokumentację fotograficzną dotyczącą degradacji środowiska, a także zainicjował w Allgäu akcję sadzenia roślinności. Stał się jednym z najbardziej charakterystycznych niemieckich ekologów, również z racji stroju czy długich do ramion włosów. Jego zaangażowanie przyniosło mu przydomek „Alpen-Indianer“.
W 1989 z ramienia Zielonych uzyskał mandat eurodeputowanego III kadencji. Początkowo był członkiem Grupy Zielonych, jednak w 1991 przeszedł do frakcji liberalnej. Pracował w Komisji ds. Środowiska Naturalnego, Zdrowia Publicznego i Ochrony Konsumentów.